# Paracheilinus filamentosus
Paracheilinus filamentosus là một loài cá biển thuộc chi Paracheilinus trong họ Cá bàng chài. Loài này được mô tả lần đầu tiên vào năm 1974.

## Từ nguyên
Tính từ định danh trong tiếng Latinh mang nghĩa là “có dạng sợi”, hàm ý đề cập đến các tia vây lưng vươn dài thành sợi ở cá đực của loài này.

## Phân bố và môi trường sống
P. filamentosus được ghi nhận ở phía đông bắc Papua New Guinea (bao gồm quần đảo Bismarck), quần đảo Solomon và đảo Lizard (phía bắc rạn san hô Great Barrier), được tìm thấy ở độ sâu khoảng từ 5–35 m.

## Mô tả
Chiều dài chuẩn lớn nhất được ghi nhận ở P. filamentosus là 7,8 cm. Cá cái có màu đỏ cam, phớt vàng ở thân trên và trắng ở dưới bụng, với một số sọc tím nhạt trên đầu và thân. Mống mắt màu đỏ tươi.
Cá đực màu đỏ cam, hơi vàng và trắng ở bụng. Có sọc màu đỏ tía đến tím lam trên đầu và thân, được phân loại theo kiểu A (sensu Allen và cộng sự (2016)). Vây lưng và vây hậu môn có màu đỏ tía hoặc đỏ nâu thắm với viền màu xanh da trời. Vây đuôi xẻ sâu hình lưỡi liềm, hai thùy đỏ tía, viền xanh lam óng. Vây bụng đỏ tía hoặc đỏ nâu thẫm với viền trước màu xanh lam. Khi bước vào mùa sinh sản, chúng có màu từ đỏ nâu thắm với các dải sọc xanh óng trên đầu và thân, có màu nâu cam trên trán. Vây lưng màu vàng tươi đến trắng tươi, đôi khi có vùng gốc có màu xanh lục lam, chủ yếu có màu vàng ở phần gai. Kiểu hình sinh sản của cá đực ở quần đảo Solomon lại có vây lưng hoàn toàn màu vàng và vùng đầu phớt vàng.
Số gai vây lưng: 8–9; Số tia vây lưng: 11; Số gai vây hậu môn: 3; Số tia vây hậu môn: 9; Số gai vây bụng: 1; Số tia vây bụng: 5; Số tia vây ngực: 14.

## Phân loại
P. filamentosus tạo thành phức hợp loài với 6 loài khác, bao gồm Paracheilinus bellae, Paracheilinus cyaneus, Paracheilinus lineopunctatus, Paracheilinus nursalim, Paracheilinus paineorum và Paracheilinus xanthocirritus. Đặc trưng của phức hợp này là những con đực trưởng thành có nhiều tia vây lưng dạng sợi vươn dài (luôn là 4 trở lên) và vây đuôi xẻ sâu hình lưỡi liềm, cũng như có chung haplotype DNA ty thể.
P. filamentosus được cho là lai tạp với Paracheilinus angulatus và Paracheilinus flavianalis ở Indonesia, nhưng P. filamentosus không có mặt ở quốc gia này, mà thay vào đó chính là P. paineorum.